# Vostok (cráter)
Vostok es el nombre de un pequeño cráter de impacto en el planeta Marte situado a 1,9° Sur y 354,5° Este. El impacto causó un abertura de 20 metros de diámetro en la superficie del Meridiani Planum, poco más de 1 kilómetro al sur del cráter Endurance, con una profundidad mínima debido a que el cráter está actualmente enterrado en arena. El nombre fue aprobado en 1973 por la Unión Astronómica Internacional en honor al Programa Vostok de los años 1960.

## Opportunity
El cráter Vostok fue uno de los destinos explorados por el astromóvil todoterreno Opportunity, el cual se detuvo brevemente para explorar una roca denominada «Gagarin», en honor al cosmonauta Yuri Gagarin. En Vostok el astromóvil también tomó fotos de muestras de suelo que denominaron Laika.  Tanto Gagarin como Laika fueron analizados con imágenes microscópicas y un espectrómetro de rayos-X y partículas alfa presente en el todo terreno, que sirve para identificar los elementos químicos de las muestras. Opportunity llegó el 8 de marzo de 2005 (sol 399) salió de Vostok 35 días después, el sol 404 dirigiéndose al sur en dirección al cráter Victoria, pasando por otros pequeños cráteres en el camino, explorando los mismos así como terrenos rugosos en los alrededores.